# PGC 12680
LEDA/PGC 12680 ist eine Irreguläre Galaxie vom Hubble-Typ IBm im Sternbild Eridanus am Südsternhimmel. Sie ist schätzungsweise 66 Millionen Lichtjahre von der Milchstraße entfernt.  Gemeinsam mit NGC 1297, NGC 1300 und PGC 12701 bildet sie die NGC 1300-Gruppe.